# La Atalaya (Cudillero)
La Atalaya (en asturiano: La Telaya) es un lugar español de la parroquia de Piñera, perteneciente al municipio de Cudillero, en la comunidad autónoma de Asturias.

## Toponimia
El lugar puede encontrarse referido como La Atalaya, La Telaya, La Talaya y Talaya.

## Historia
Hacia mediados del siglo XIX, el lugar, ya por entonces perteneciente a la parroquia de Piñera del municipio de Cudillero, tenía contabilizada una población de 129 habitantes. Aparece descrito en el tercer volumen del Diccionario geográfico-estadístico-histórico de España y sus posesiones de Ultramar de Pascual Madoz con las siguientes palabras:

ATALAYA (la): l. en la prov. de Oviedo (7 leg.), part. jud. de Pravia (1 1/2), ayunt. de Cudillero y felig. de Santa Maria de Piñera (1/8) (V.); sit. á orilla del mar en la llanada que media entre la encañada y Concha de Aguilar y Cudillero, á la parte oriental del pueblo: el terreno es fértil; y prod. escanda, maiz, buena cebada, habas, patatas y otros frutos: pobl.: 31 vec., 129 almas.
(Madoz, 1846, p. 85)

En 2023, la entidad singular de población de La Atalaya tenía empadronados 193 habitantes, todos ellos en el núcleo de población de ese nombre.